# Беотийский шлем

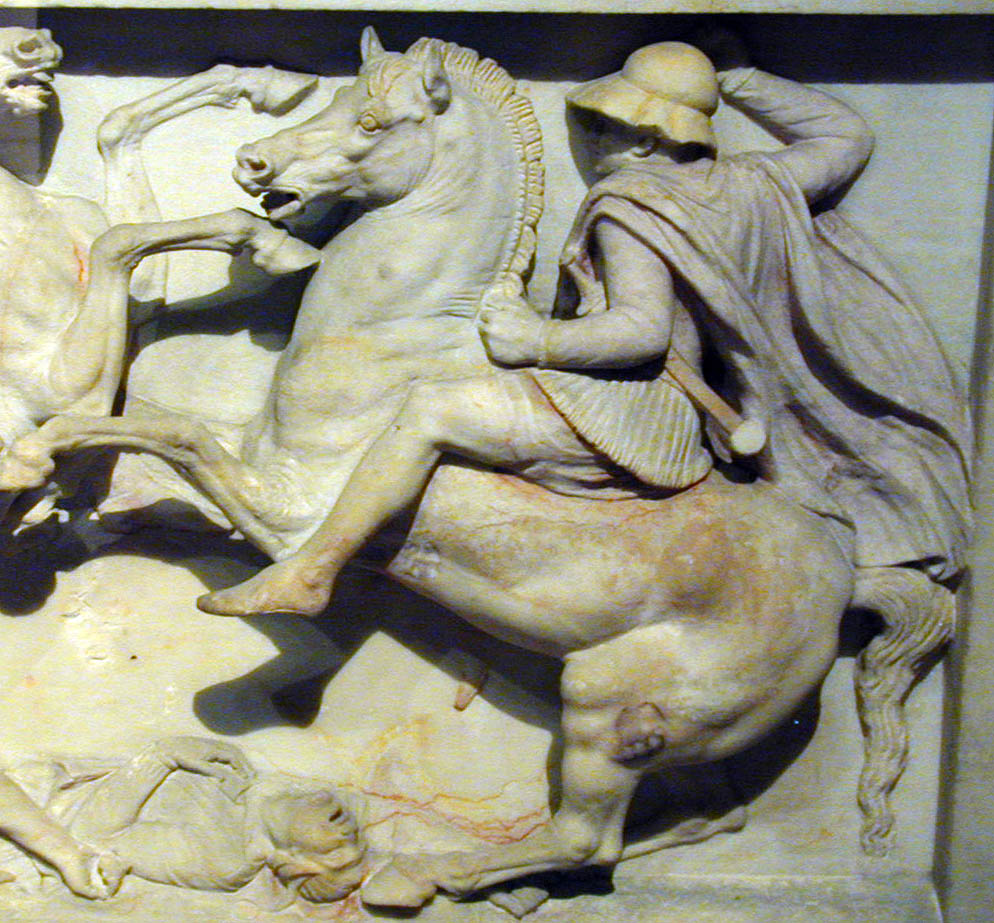
Кавалерист в беотийском шлеме. Сидонский саркофаг (II век до н. э.)

Беотийский шлем — один из типов древнегреческих шлемов.
Беотия, известная в Греции VI—V в. до н. э. своей конницей, дала рождение шлему, напоминающему шляпу, а потом соседи-фессалийцы, оценив его преимущества, приняли в свой гардероб.
На некоторых монетах из Фессалии богиня Афина изображена в беотийском шлеме. Этот кавалерийский шлем был принят на вооружение и македонскими гетайрами. Не сковывает тяжестью шею, даёт полный обзор, комфортный для длительного ношения в жарком климате. Широкие поля предохраняют от удара мечом сверху, прикрывают шею. Древнегреческий автор Ксенофонт рекомендовал такой шлем для всадников наряду с изогнутым мечом типа кописа.

Царь Эвкратид I в беотийском шлеме (тетрадрахма II века до н. э.)

Греко-бактрийские цари II века до н. э. изображены на монетах в беотийском шлеме. Поздние шлемы средневековой пехоты пришли с развитием выделки железа к подобной конструкции, мало чем отличающейся от каски. Македоняне украшали шлем султаном из перьев, а также накладными венками тонкой ювелирной работы.